# Biserica de lemn din Baica

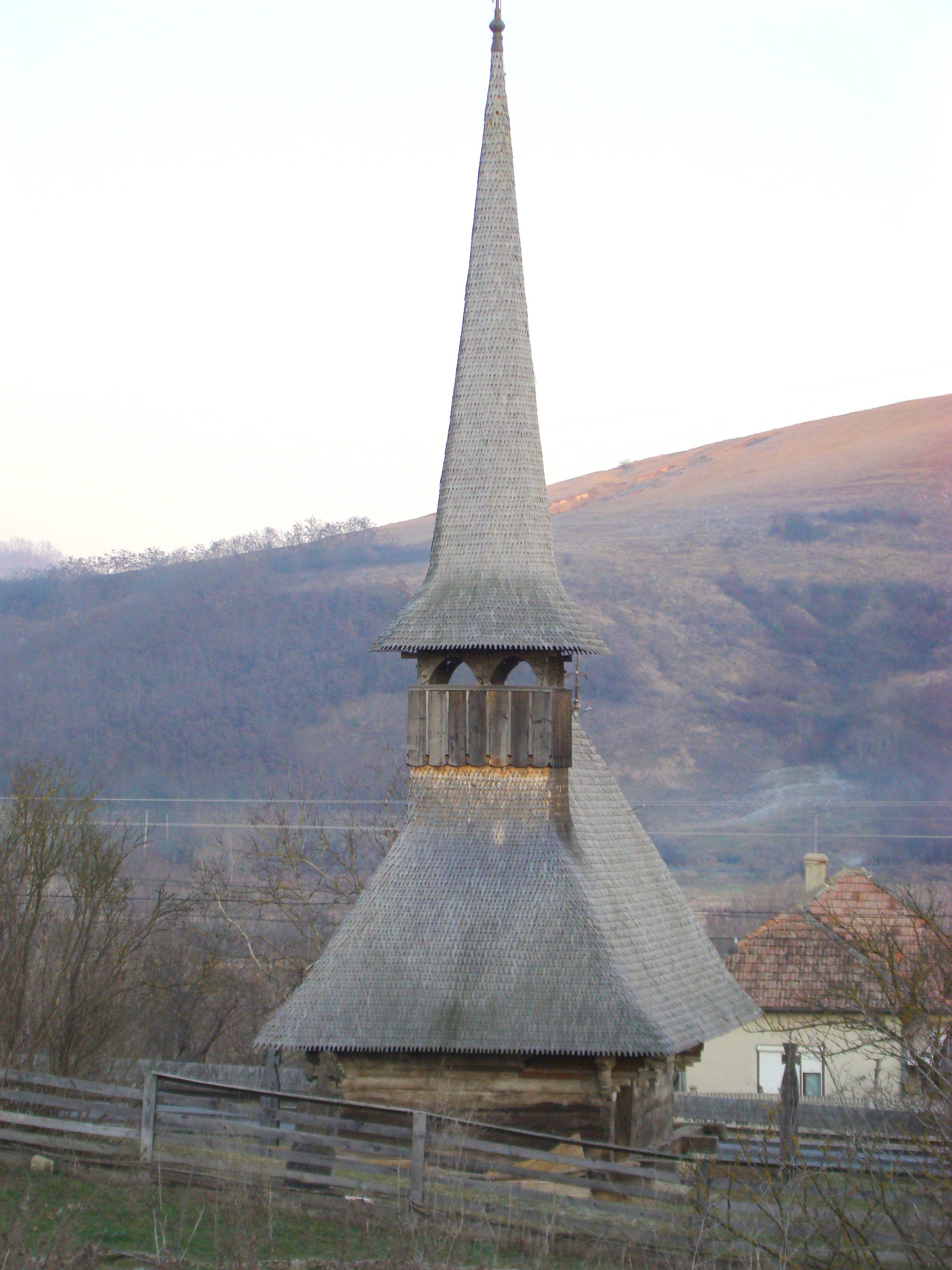
Biserica de lemn „Sfinții Arhangheli” din Baica, foto: decembrie 2008

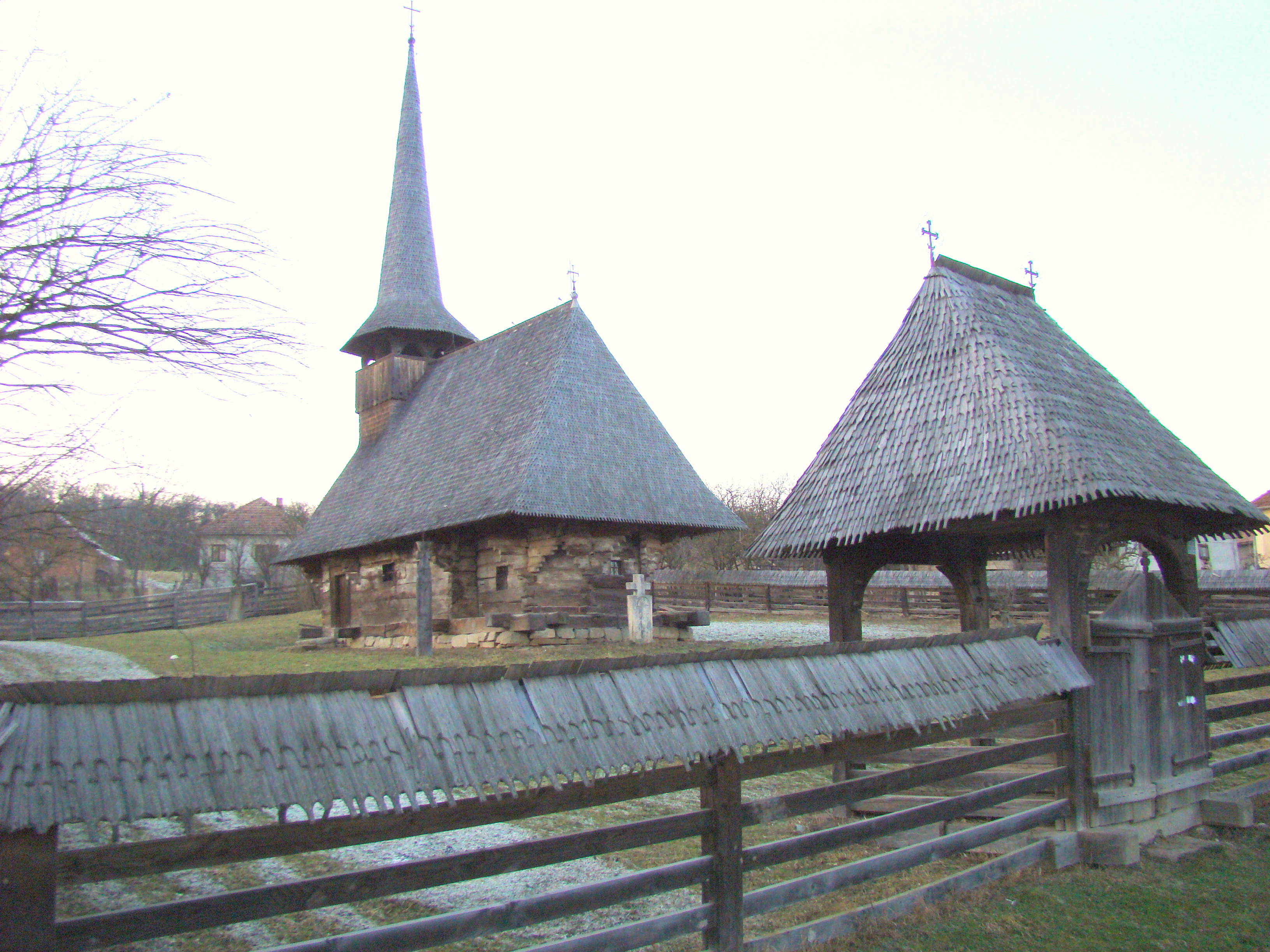
Biserica de lemn „Sfinții Arhangheli” din Baica, văzută din drum

Biserica de lemn din Baica se află în localitatea omonimă din județul Sălaj și datează din anul 1645, conform unei inscripții de pe pristolul de piatră din altar. Biserica se află pe noua listă a monumentelor istorice sub codul LMI: SJ-II-m-A-05011.

## Istoric și trăsături
Conform tradiției orale, biserica a fost strămutată din partea de vest a satului, de pe dealul Poniță, la șosea, unde se află și azi. Se presupune că biserica a fost construită în 1643, fiind strămutată în 1645. Pe ancadranmentul intrării se poate descifra, cu mare greutate, o inscripție săpată în lemn de meșterii care au făcut acest lucru: „Meșteru Onuțu Simionu meșteru o au făcut, o au mutat”. Date despre istoricul bisericii de lemn aflăm și de pe inscripție făcută pe o piatră frumos cioplită aflată în altar: „ANNO DOMINI 1645” (probabil anul strămutării) și „PREOSTOLOSEA VORI PROTOPO(?) FARCAZAO PUȘTENIE IREAHIH”. Ultima restaurare s-a făcut în anul 2001, sub patronajul Direcției Monumentelor Istorice.
Intrarea în biserică se află pe latura de sud; se remarcă ancadramentul frumos sculptat, cu chenare geometrice, având în colțurile de sus câte o rozetă, înscrisă în colac de frânghie. Biserica păstrează, pe latura de sud, o veche fereastră (un luminator), de dimensiuni mici, 5/12cm, cu marginile evazate spre exterior, având formă semicirculară în partea superioară. Clopotnița este scundă, dar zveltă, cu foișor și fleșă care se înalță deasupra pronaosului. 
Ploile pătrunse în biserica de lemn din Baica, au distrus aproape în întregime decorul pictat. Frânturile de pictură păstrate conduc la concluzia că ea poate fi atribuită lui Ioan Pop din Românași.

## Imagini

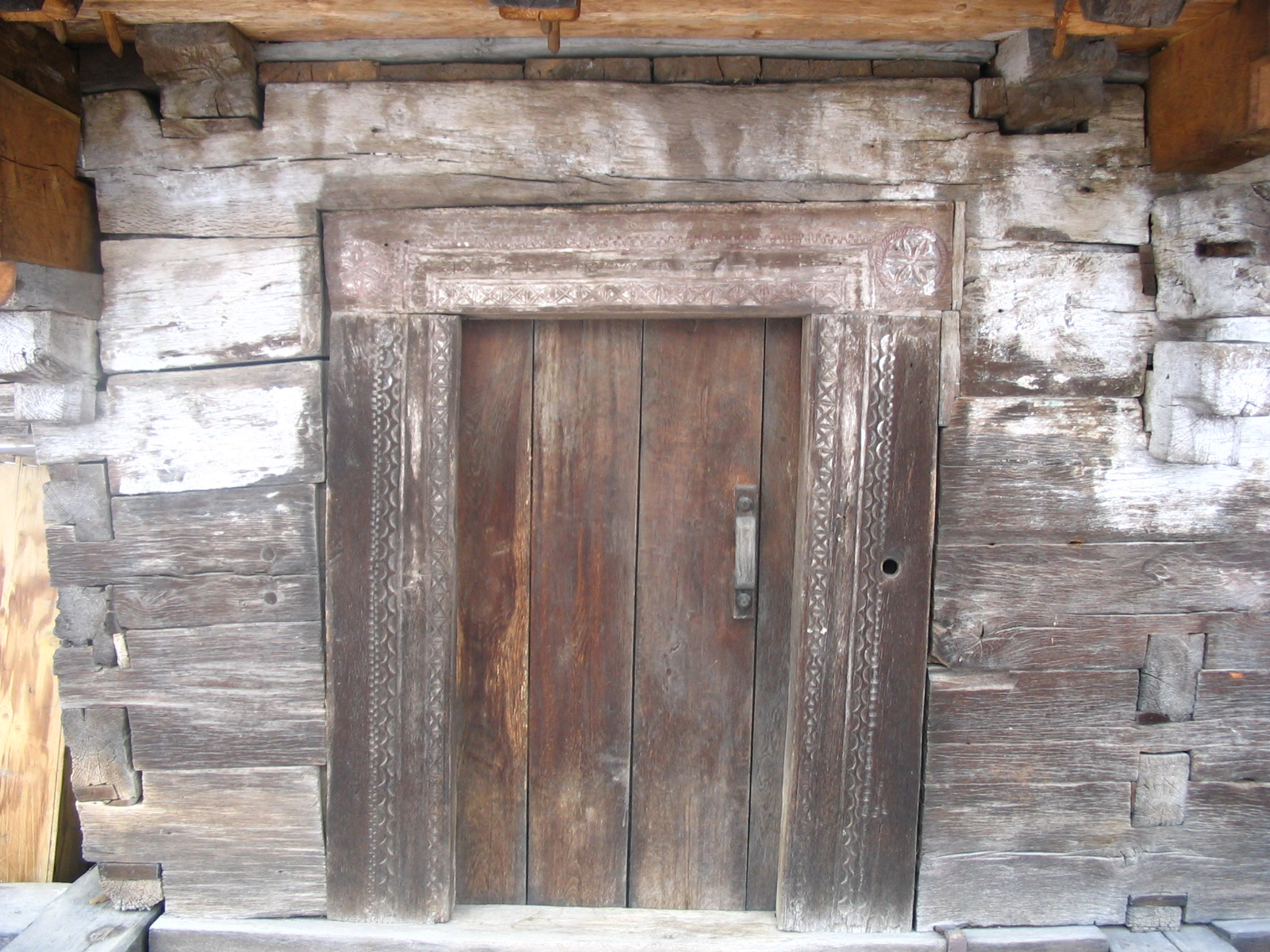
Portalul bisericii
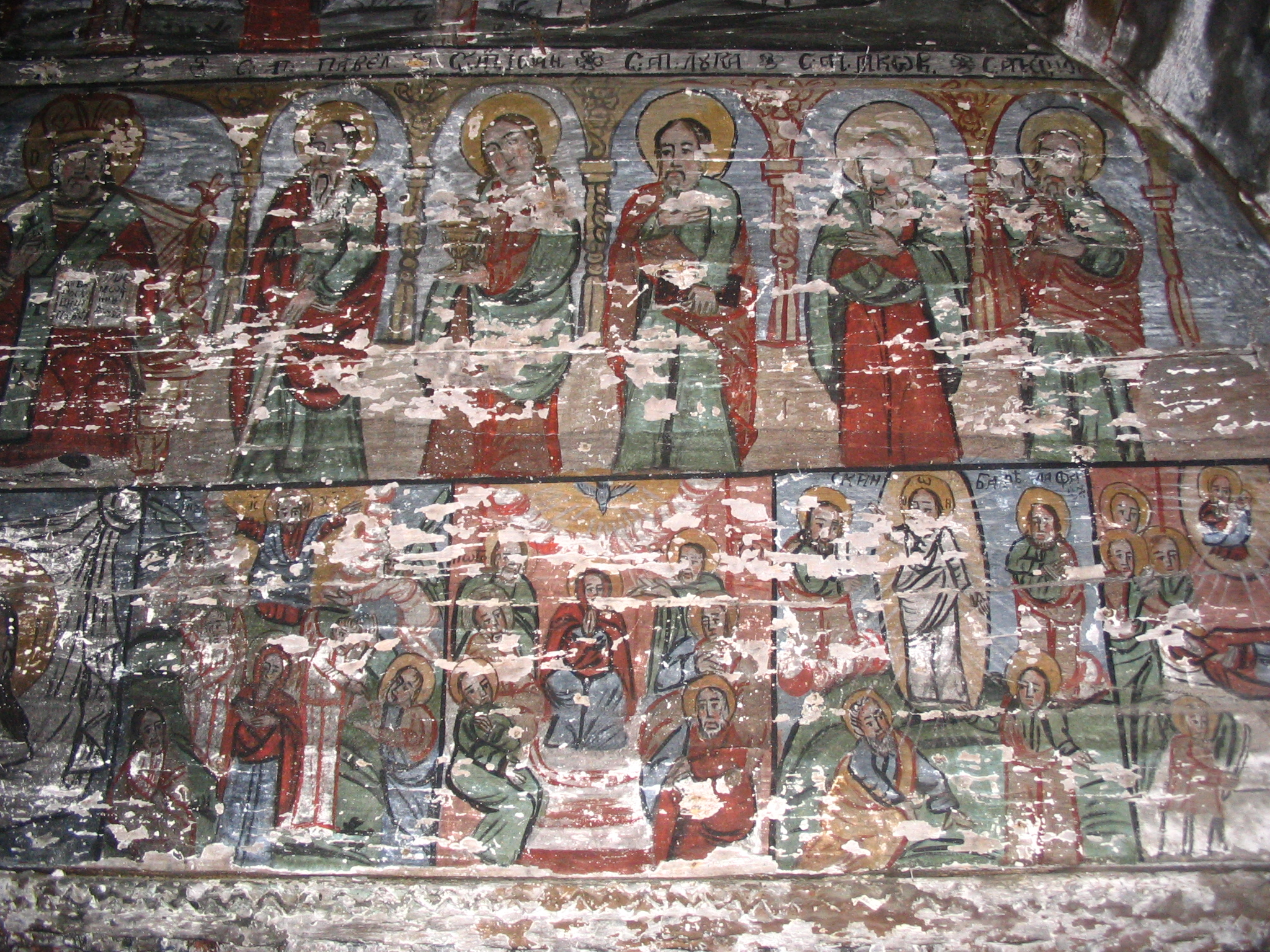
Detaliu iconostas
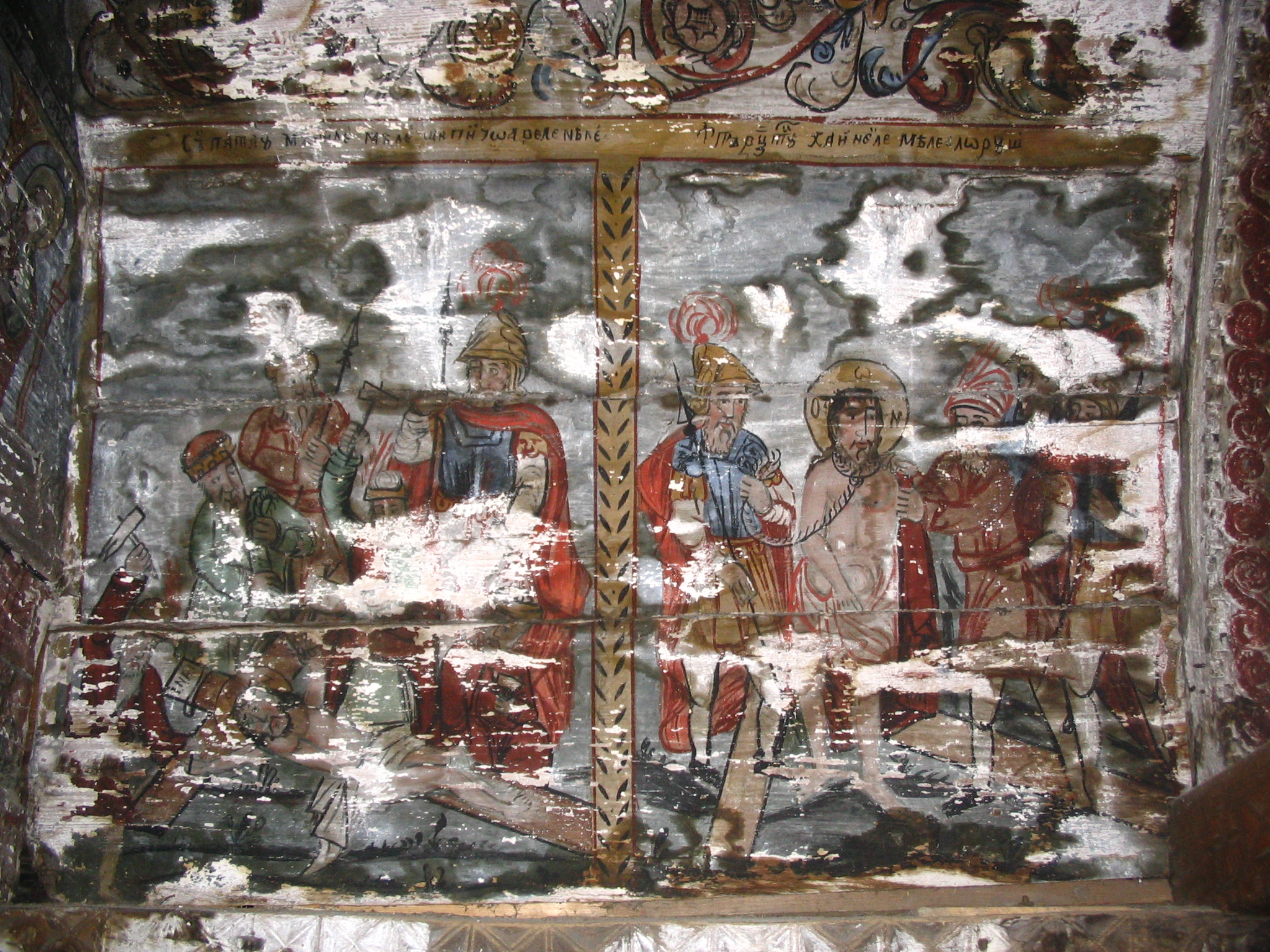
Detaliu pictură în naosul bisericii
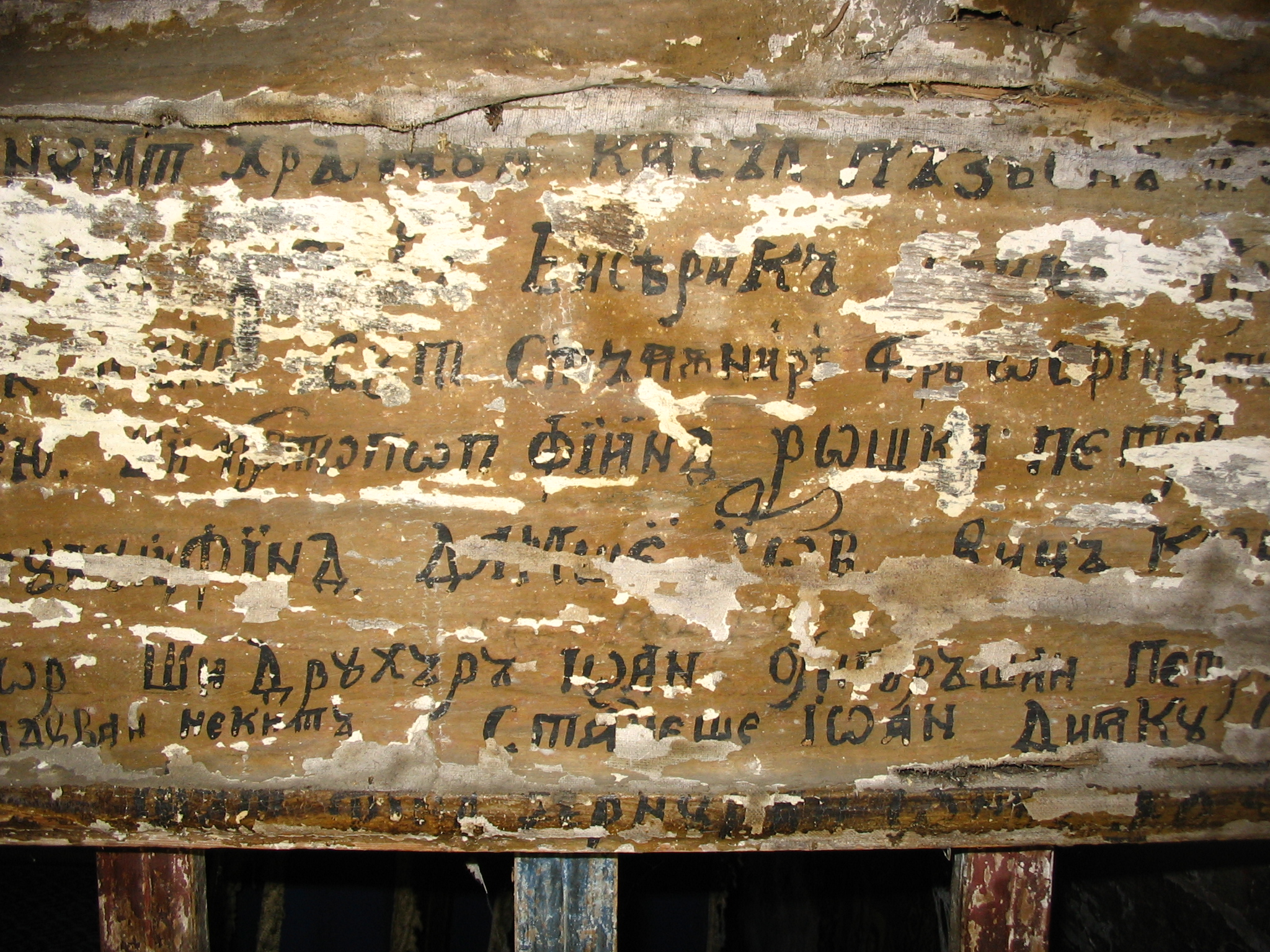
Fragment din inscripția aflată pe peretele dintre naos și pronaos
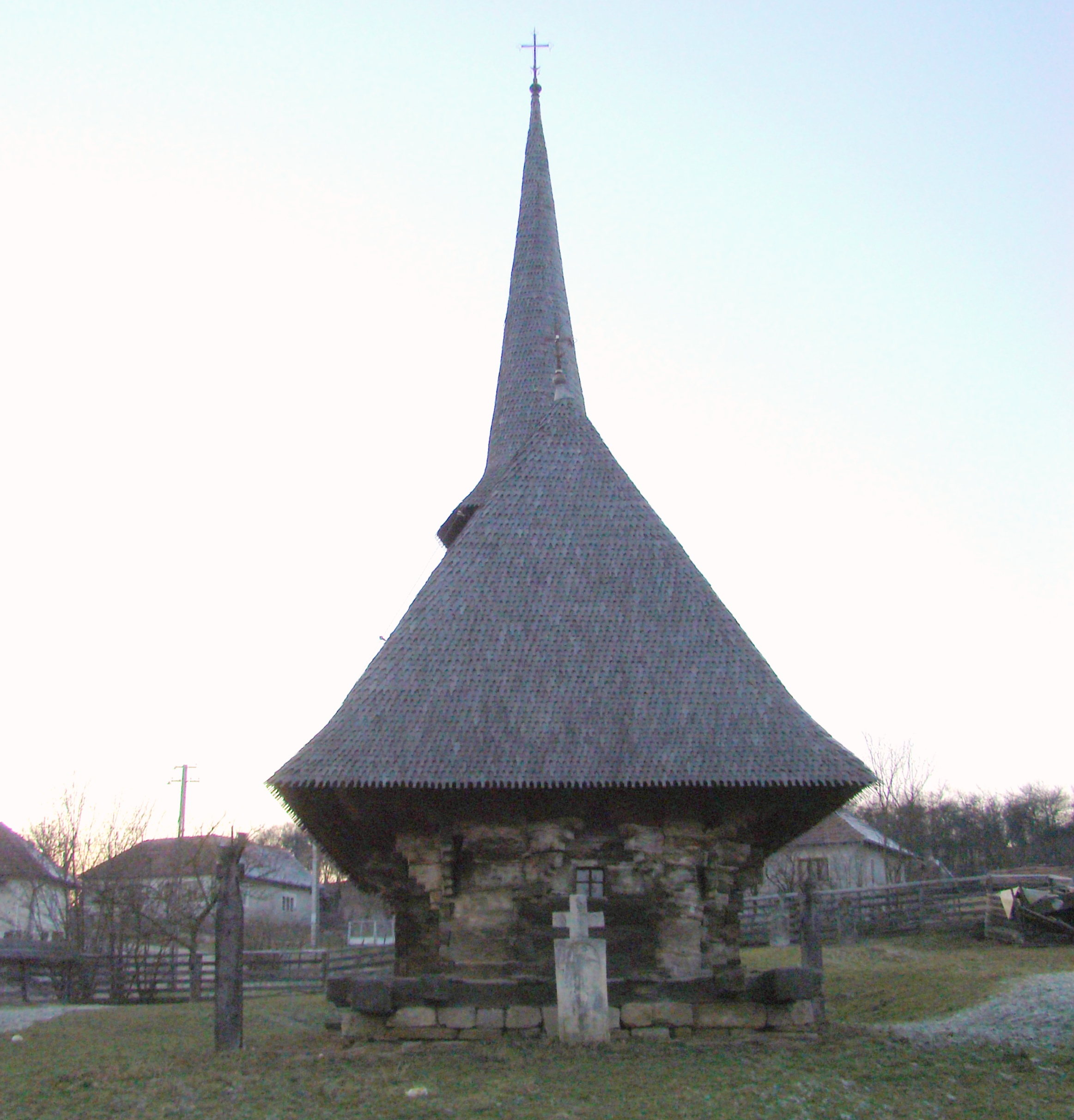
Biserica văzută din est
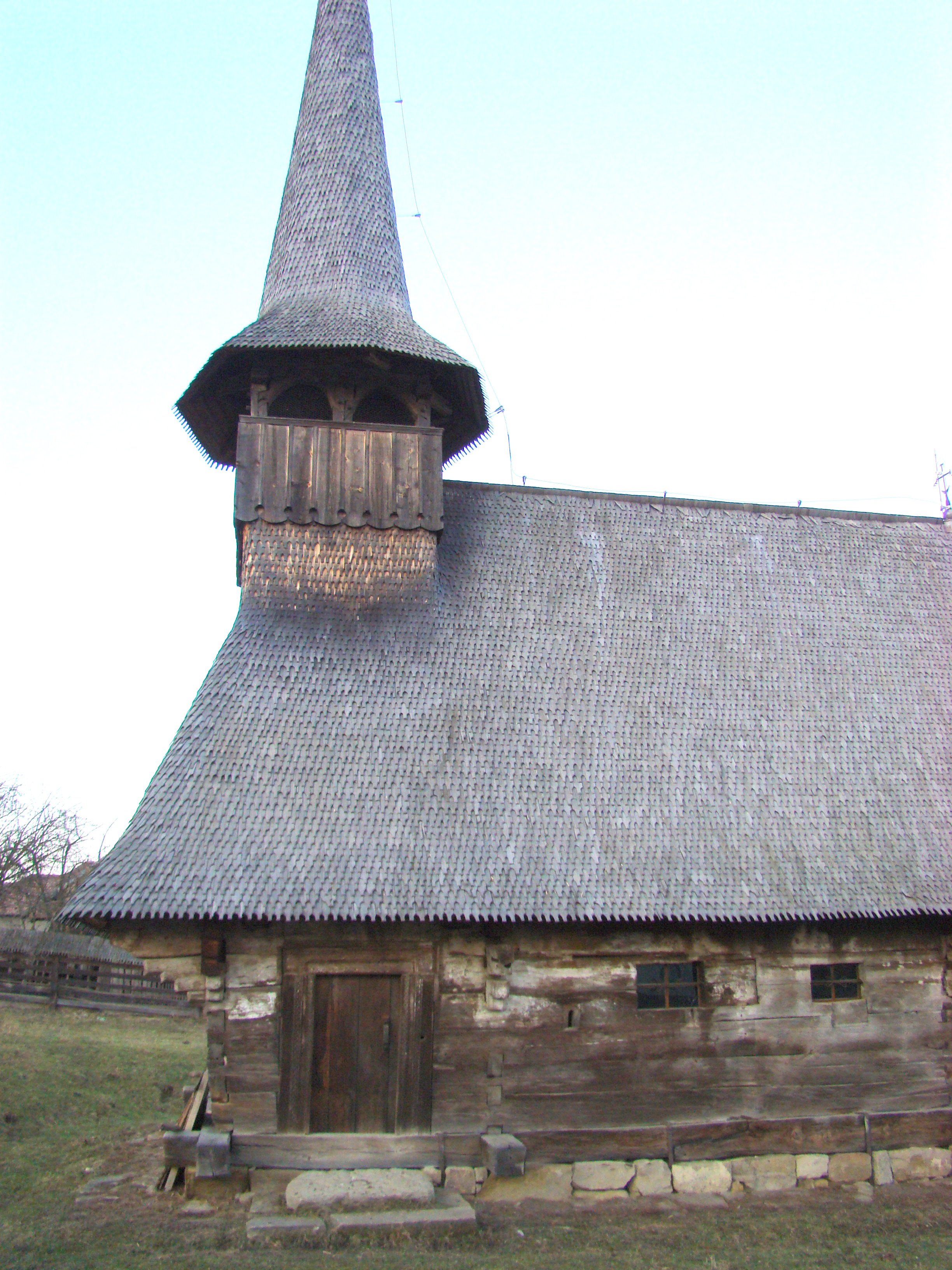
Intrarea în biserică
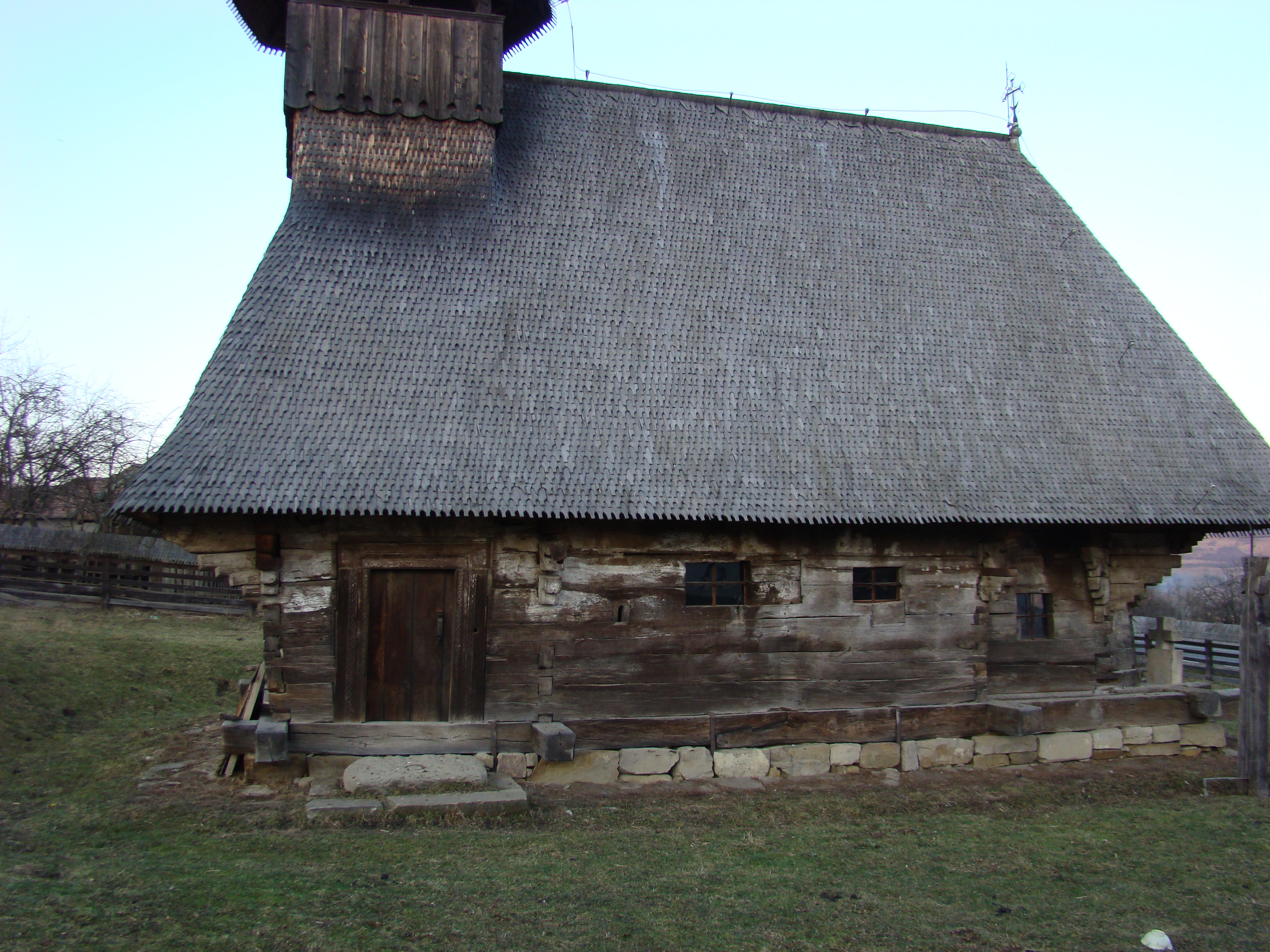
Latura de sud a bisericii
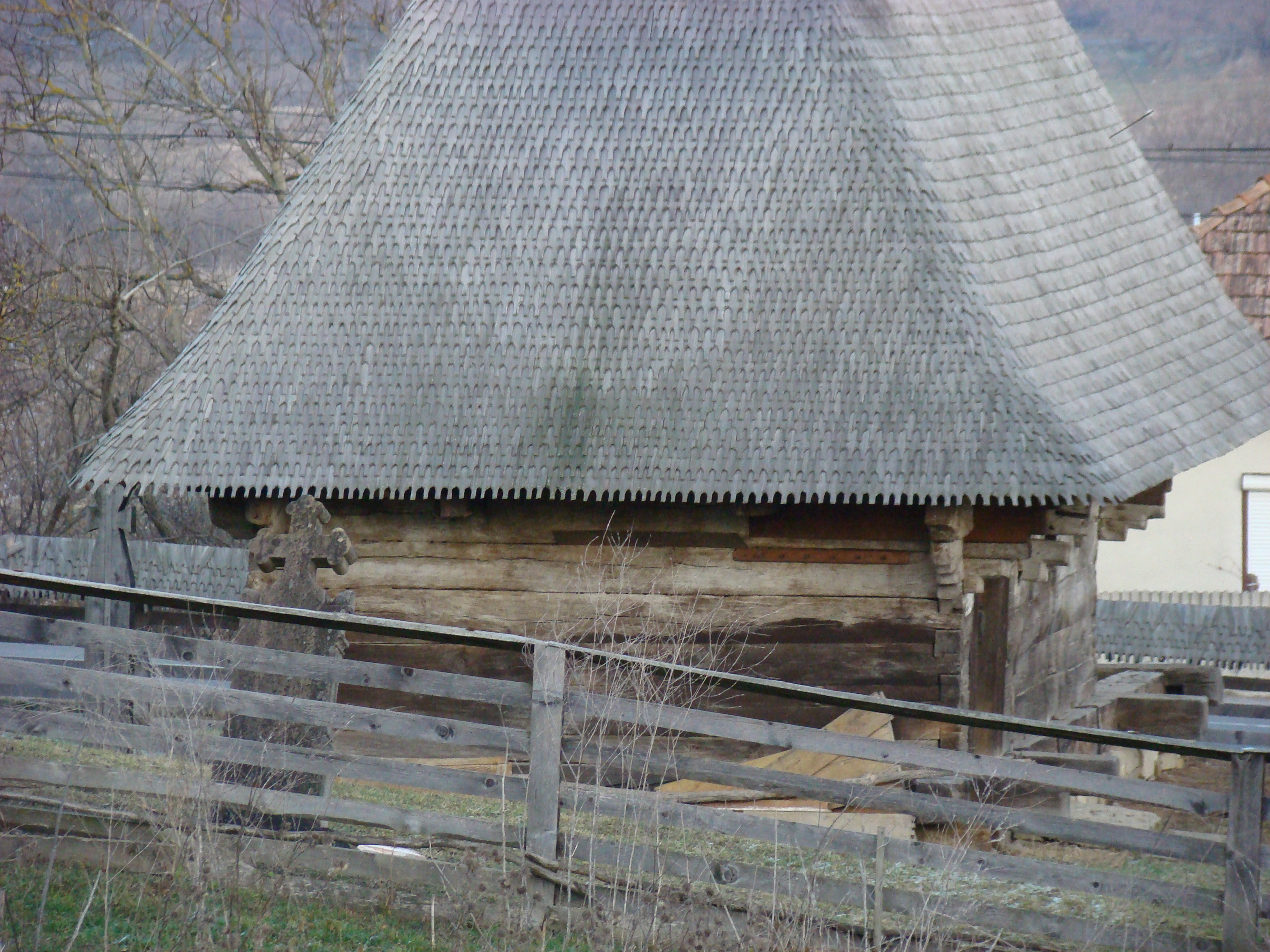
Vedere din vest a bisericii
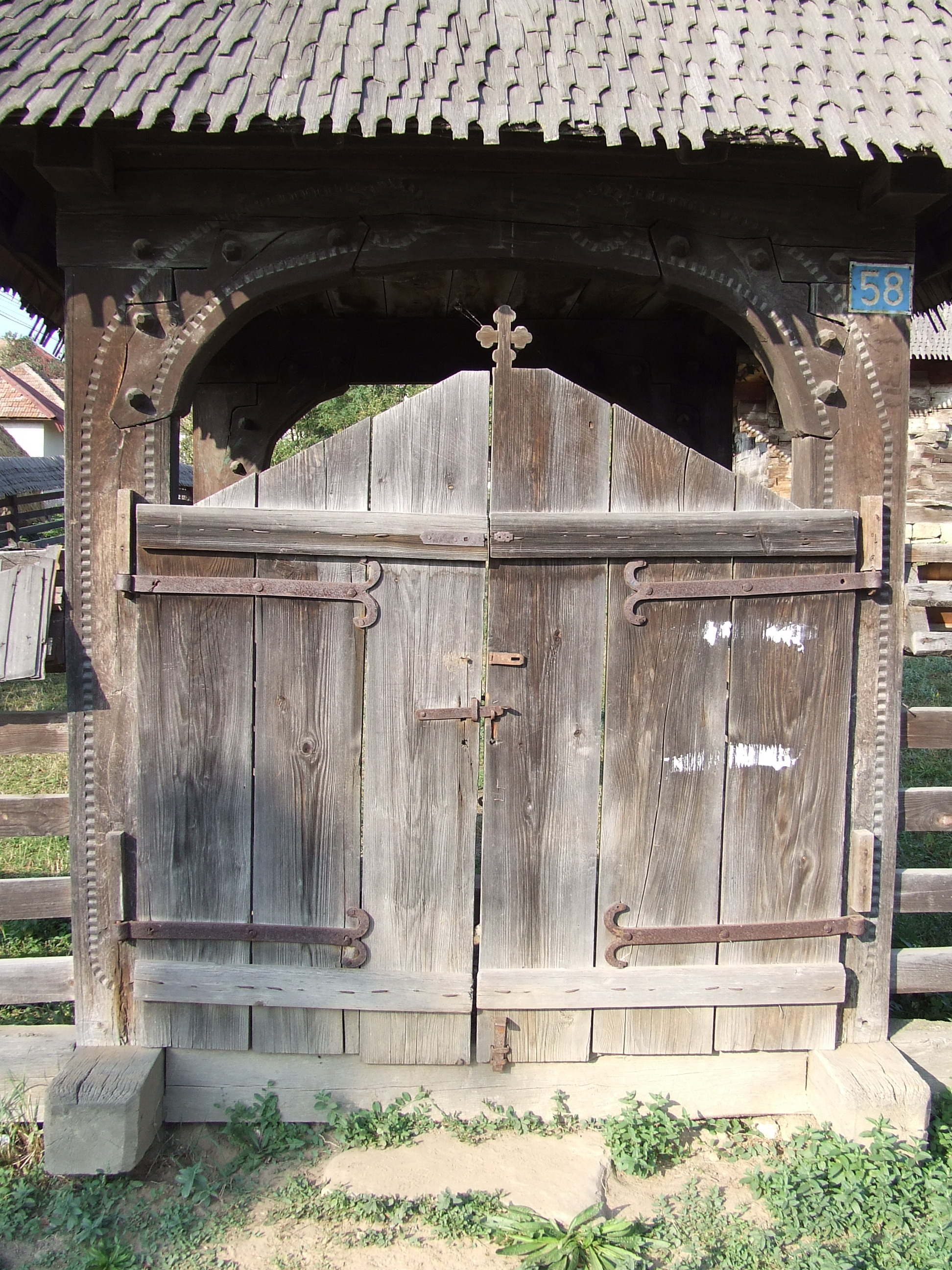
Poarta de la curtea bisericii
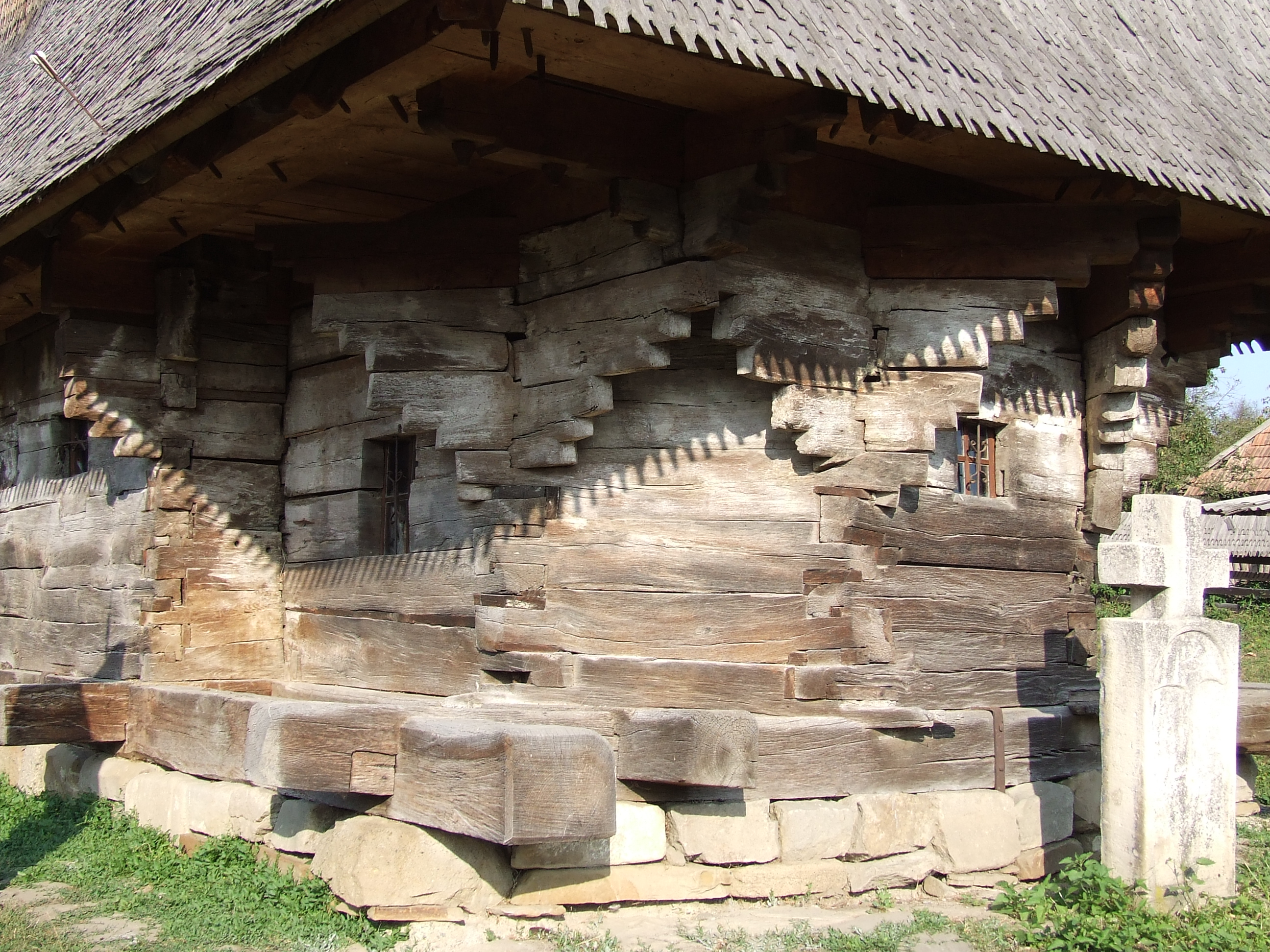
Îmbinări la absida altarului
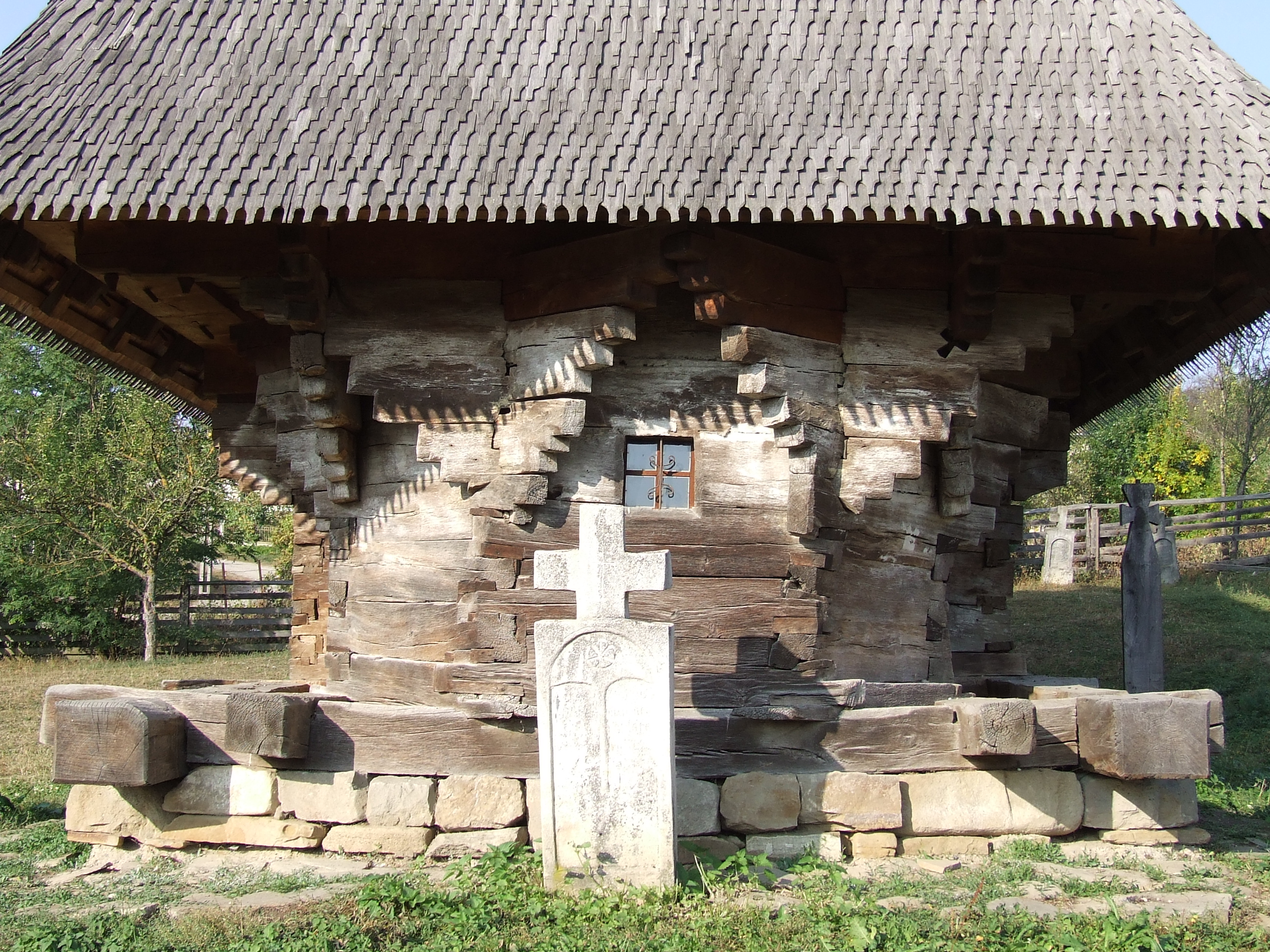
Absida altarului
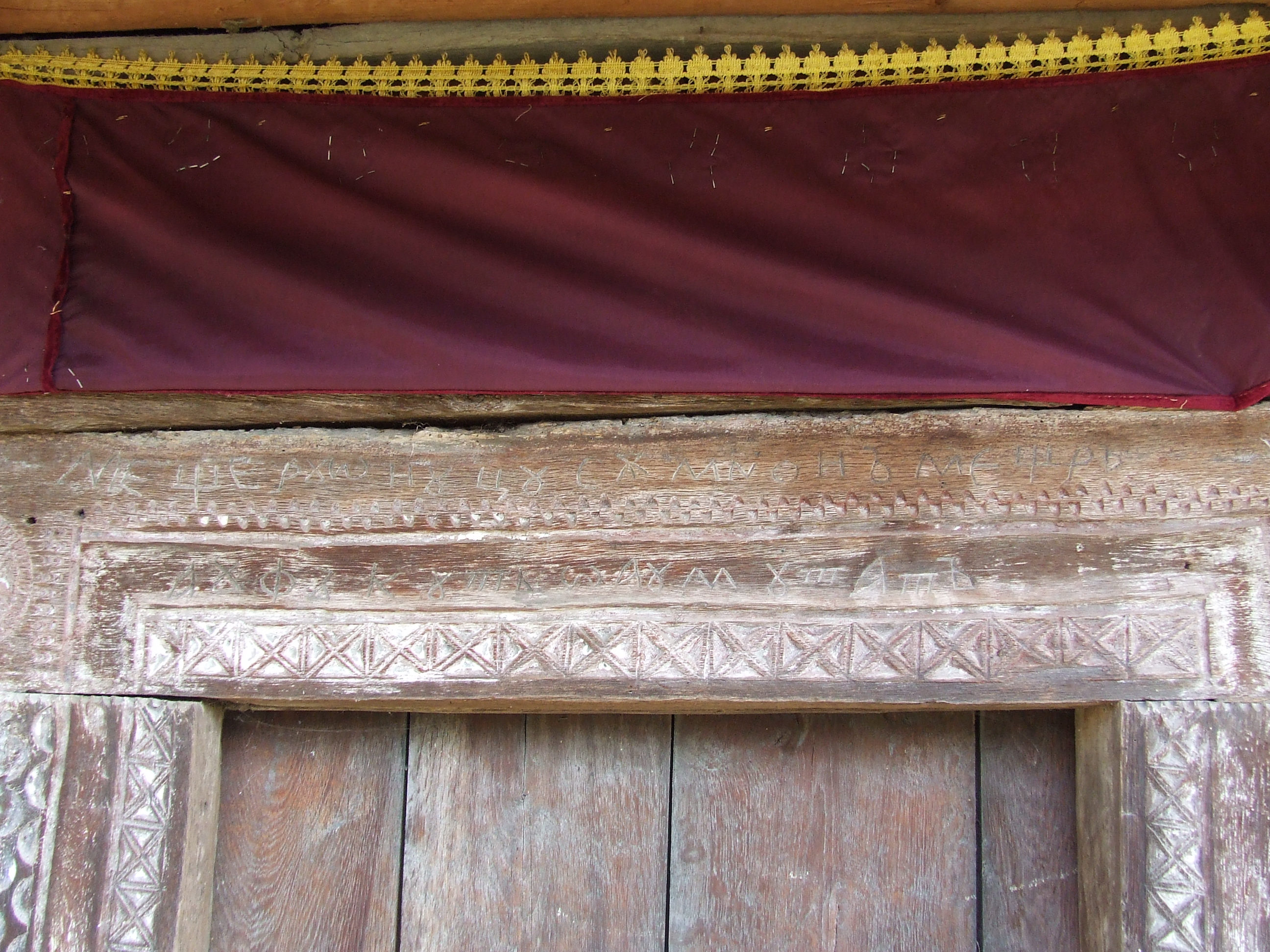
Inscripția de pe portal
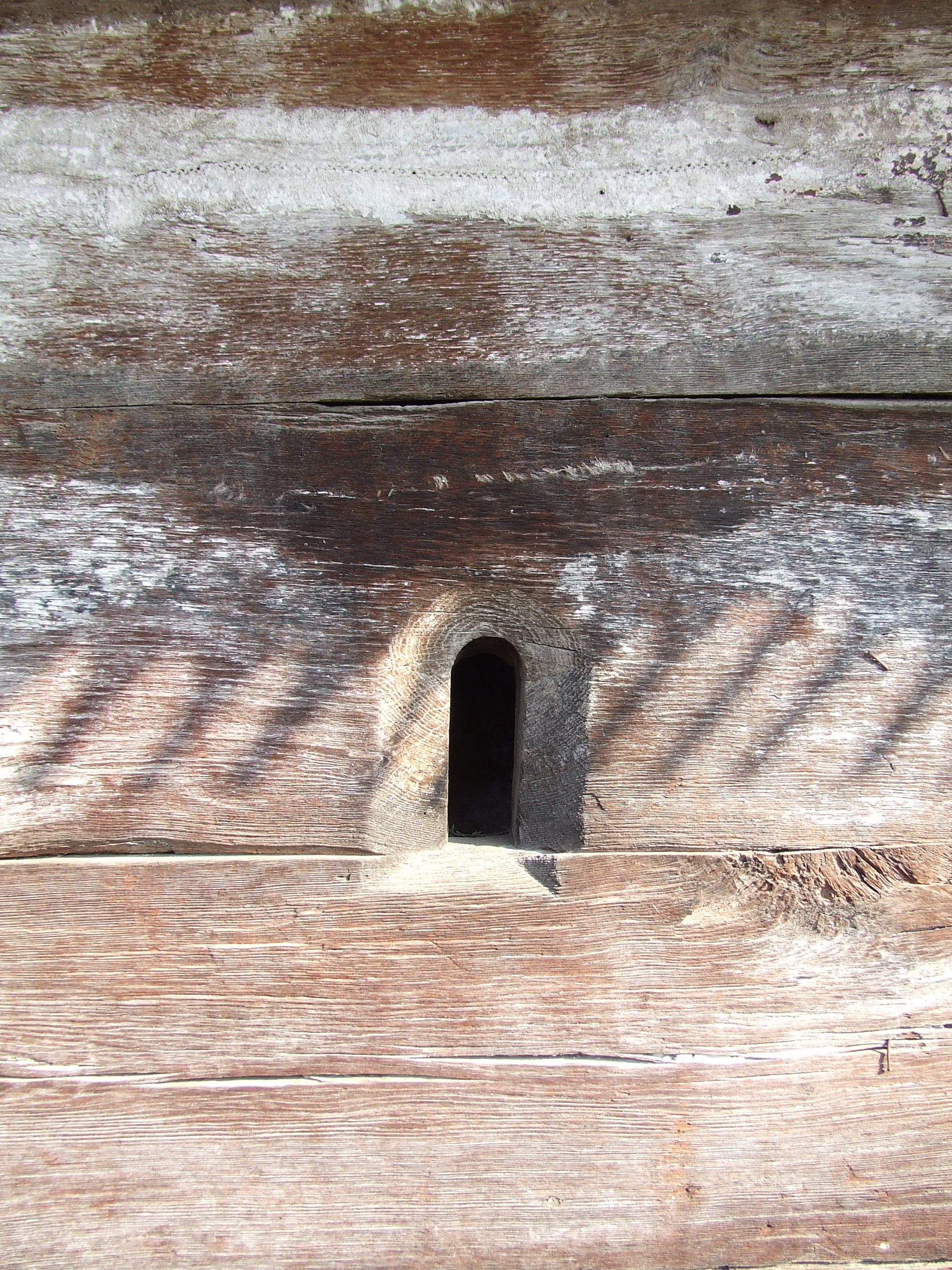
Luminator
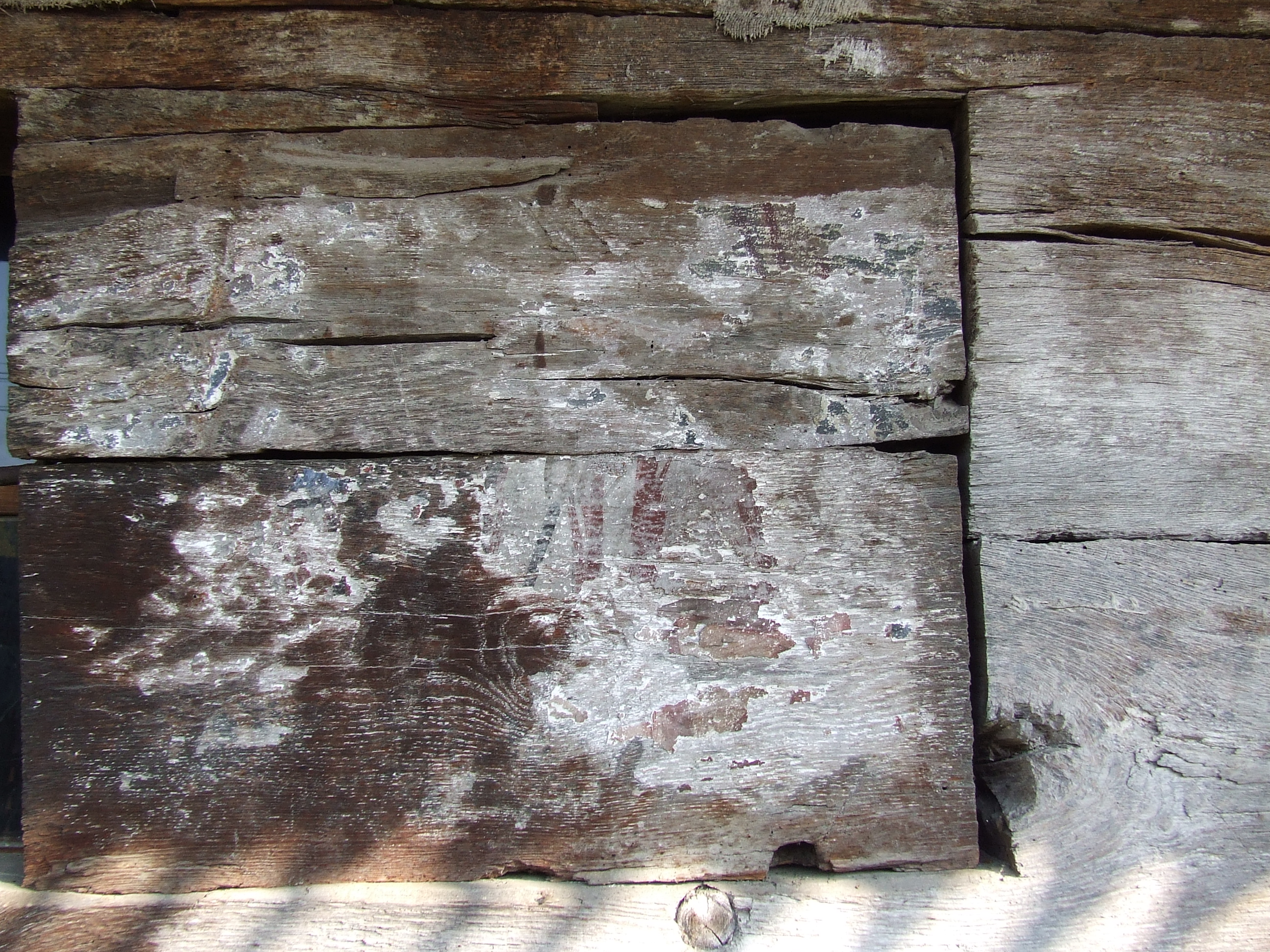
Urme de pictură exterioară
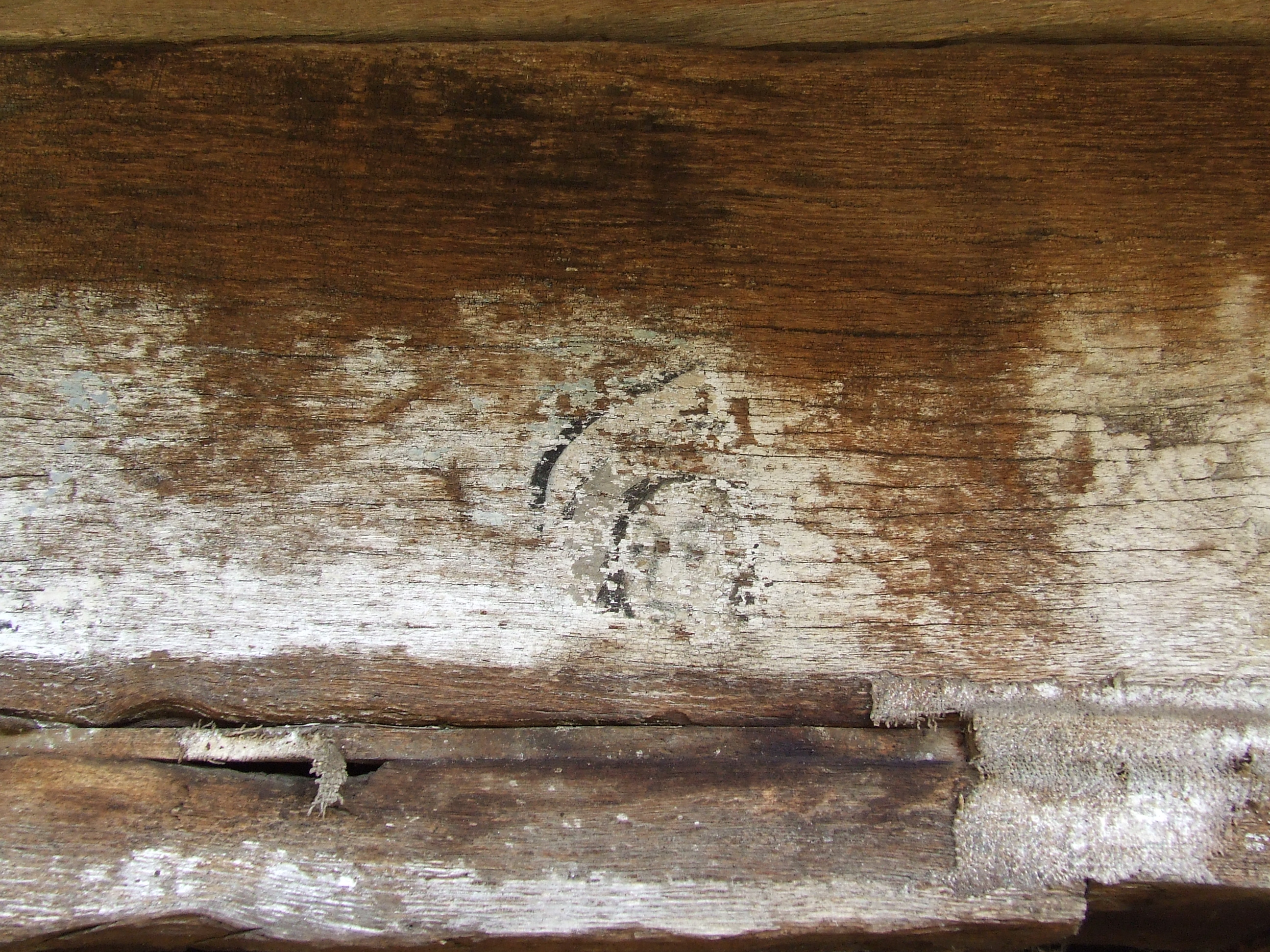
Urme de pictură exterioară